# Zdeněk Pospěch
Zdeněk Pospěch (* 14. prosince 1978, Opava) český fotbalový obránce SFC Opava. Byl to důrazný krajní obránce a kvalitní hlavičkář, ačkoliv neměl pro obránce vysokou postavu. Měl také ofenzivní schopnosti a dostával se do gólových šancí.

## Klubová kariéra
Začínal ve slezském klubu SFC Opava, odkud přestoupil v roce 2001 po několika hostováních do Baníku Ostrava. Stal se jednou z opor týmu a v sezoně 2003/04 s ním vyhrál titul a o rok později i český pohár. O jeho služby začal projevovat zájem klub AC Sparta Praha a na začátku roku 2005 se zdálo, že uspěje, ale přestup do Prahy přišel až v létě.

### AC Sparta Praha
Se Spartou získal svůj další ligový titul, konkrétně v sezóně 2006/07. Přidal k němu tři triumfy v českém poháru: 2005/06, 2006/07, 2007/08.

### FC Kodaň
V zimě 2008 ho Sparta pustila do FC Kodaň, kde hned ve své první sezóně v tomto klubu získal dvě cenné trofeje - vyhrál jak nejvyšší dánskou ligu, tak i dánský fotbalový pohár. Triumf v dánské lize si s klubem zopakoval i v následujících dvou sezónách 2009/10 i 2010/11. Angažmá v dánském klubu bylo pro českého hráče velmi úspěšné.

### 1. FSV Mainz 05
Od roku 2011 působí v německé Bundeslize, kde hraje za klub z Mohuče 1. FSV Mainz 05. 28. února 2011 podepsal dvouletý kontrakt s německým klubem poté, co mu vypršela smlouva s Kodaní.
Svou první vstřelenou branku v Bundeslize zaznamenal ve 22. kole sezóny 2012/13 na domácím hřišti proti hostujícímu FC Schalke 04, když v 63. minutě upravoval stav utkání na průběžných 2:1. Zápas nakonec skončil remízou 2:2.
Německý klub v dubnu 2014 oznámil, že hráč se po skončení sezony (a smlouvy) v létě vrátí z rodinných důvodů do České republiky. Pospěch si v Mohuči vybudoval výborné renomé.

### SFC Opava (návrat)
V červnu 2014 se dohodl se slezským klubem SFC Opava, kde začínal svou fotbalovou kariéru, na tříleté smlouvě. V sezóně 2016/17 se s Opavou dostal až do finále českého poháru (tým při své pouti vyřadil čtyři prvoligová mužstva: 1. FC Slovácko, FC Viktoria Plzeň, FC Zbrojovka Brno a FK Mladá Boleslav). Ve finále hraném 17. května 2017 na Andrově stadionu v Olomouci pak Opava podlehla 0:1 klubu FC Fastav Zlín. Po sezóně 2016/17, v jejímž závěru Opava neúspěšně bojovala s Baníkem Ostrava o postup do české nejvyšší ligy, se rozhodl ukončit profesionální kariéru. Po půl roce ale za SFC Opava znovu nastoupil.

## Reprezentační kariéra
Zdeněk Pospěch se představil i v českém reprezentačním mužstvu. Premiéru v seniorském reprezentačním dresu si odbyl 17. srpna 2005 v přátelském utkání v Göteborgu se Švédskem, který skončil prohrou hostujícího českého týmu 1:2. První branku vstřelil 19. listopadu 2008 v kvalifikaci na Mistrovství světa 2010 v Jihoafrické republice proti San Marinu, přispěl tak k vítězství ČR 3:0 na půdě soupeře.
Zúčastnil se ME 2008 v Rakousku a Švýcarsku, kde český tým nepostoupil ze základní skupiny. Nenastoupil ale ani v jednom ze tří utkání na šampionátu.

### Reprezentační zápasy a góly
Zápasy Zdeňka Pospěcha v A-mužstvu české reprezentace
| Rok    | Zápasy | Góly |
| ------ | ------ | ---- |
| 2005   | 2      | 0    |
| 2007   | 3      | 0    |
| 2008   | 8      | 1    |
| 2009   | 5      | 0    |
| 2010   | 5      | 1    |
| 2011   | 8      | 0    |
| Celkem | 31     | 2    |

Góly Zdeňka Pospěcha za reprezentační A-mužstvo České republiky
| Gól | Datum        | Stadion                                 | Soupeř     | Skóre (min.) | Výsledek | Soutěž                 |
| --- | ------------ | --------------------------------------- | ---------- | ------------ | -------- | ---------------------- |
| 010 | 19. 11. 2008 | Stadio Olimpico, Serravalle, San Marino | San Marino | 00:2 0(53.)  | 0:3      | Kvalifikace na MS 2010 |
| 02  | 11. 8. 2010  | Stadion u Nisy, Liberec, Česko          | Lotyšsko   | 03:0 0(74.)  | 4:1      | přátelské utkání       |

## Manažerská kariéra
V červenci 2020 byl jmenován sportovním manažerem mládeže v Slezském FC Opava.